# María Asquerino
Dulce Nombre de María Urdiaín Muro, coneguda artísticament com a María Asquerino (Madrid, 25 de novembre de 1925 - Madrid, 27 de febrer de 2013), va ser una actriu espanyola.

## Biografia
Filla dels també actors Mariano Asquerino i Eloísa Muro, va debutar de petita al Teatro de la Comedia i ja en 1941 en la pantalla gran amb la pel·lícula Porque te vi llorar, de Juan de Orduña.

## Teatre
Estava considerada com una de les grans intèrprets teatrals, mitjà en el qual va obtenir notables èxits amb obres com Eloísa está debajo de un almendro (1940), La ciudad alegre y confiada (1951), Un marido de ida y vuelta (1952), Madrugada (1953), Una muchachita de Valladolid (1957), El chico de los Winslow (1958), Esta noche es la víspera (1958), El rey ha muerto (1960), La cornada (1960), Trampa para un hombre solo (1960), Tengo un millón (1960), La bella malmaridada (1962), Epitafio para un soñador (1965), El zapato de raso (1965), Espejo para dos mujeres (1965), Sola en la oscuridad (1967), El sueño de la razón (1970), Anillos para una dama (1973), Motín de brujas (1980), La gaviota (1981), Farsa y licencia de la Reina Castiza (1986), Hipólito (1995), Algún día trabajaremos juntas (1997) i Roberto Zucco (2005).

## Cinema
Encara que va obtenir un extraordinari triomf personal al cinema amb la seva interpretació en la pel·lícula Surcos (José Antonio Nieves Conde, 1951), ha estat més important la seva carrera en l'escena. No obstant això, va treballar amb Jaime de Mayora i Camilo José Cela a El Sótano (1949), Antonio Fernández-Román a El sol en el espejo (1963), amb Eloy de la Iglesia a Nadie oyó gritar (1973), amb Luis Buñuel a Ese oscuro objeto del deseo (1977) i la dirigí Fernando Fernán Gómez en algunes destacades produccions espanyoles com Mambrú se fue a la guerra (1986), El mar y el tiempo (1989) i Fuera de juego (1991).
També va participar en altres pel·lícules menys conegudes avui dia, com A tiro limpio, de Francisco Pérez-Dolz.
Posteriorment, va intervenir a Nadie hablará de nosotras cuando hayamos muerto (Agustín Díaz Yanes, 1995), Muertos de risa (Alex de la Iglesia, 1999), La comunidad (Alex de la Iglesia, 2000) i Tiovivo c. 1950 (José Luis Garci, 2004).
En 1987 va publicar un llibre de Memòries. En 2009, coincidint amb l'estrena de la pel·lícula Pagafantas, anuncia la seva retirada de la professió. Ha estat guardonada amb la Medalla d'Or al Mèrit en les Belles Arts.
Va morir en 2013, víctima d'una afecció pulmonar. El seu funeral el va organitzar AISGE, pel fet que no tenia familiars directes que reclamessin el seu cos.

## Premis
Premis Goya
| Any  | Categoria                | Pel·lícula         | Resultat   |
| ---- | ------------------------ | ------------------ | ---------- |
| 1989 | Millor actriu secundària | El mar y el tiempo | Guanyadora |

Medalles del Cercle d'Escriptors Cinematogràfics
| Any  | Categoria                    | Pel·lícula                                      | Resultat   |
| ---- | ---------------------------- | ----------------------------------------------- | ---------- |
| 1970 | Millor actriu de repartiment | Goya, historia de una soledad La tonta del bote | Guanyadora |

Unión de Actores
| Any  | Categoria     | Resultat   |
| ---- | ------------- | ---------- |
| 2008 | Tota una vida | Guanyadora |

- Medalla d'Or al Mèrit en les Belles Arts en 1992.